# Шефилд Лејк (Охајо)
Шефилд Лејк (енгл. Sheffield Lake) град је у америчкој савезној држави Охајо.

## Демографија
По попису из 2010. године број становника је 9.137, што је 234 (-2,5%) становника мање него 2000. године.
| Група             | 2000.         | 2010.         |
| Белци             | 8.860 (94,5%) | 8.323 (91,1%) |
| Афроамериканци    | 91 (1,0%)     | 153 (1,7%)    |
| Азијати           | 27 (0,3%)     | 46 (0,5%)     |
| Хиспаноамериканци | 281 (3,0%)    | 449 (4,9%)    |
| Укупно            | 9.371         | 9.137         |